# Dead Can Dance (1981-1998)
Dead Can Dance (1981—1998) — випущена в 2001 році лейблом 4AD збірка трьох CD і одному DVD. Аудіо-диски містять обрані і раніше не видані композиції гурту Dead Can Dance , на DVD виробництва Rhino Entertainment Company представлений фільм «Toward the Within» і п'ять промоційних відео. Ця збірка була випущений в двох варіантах, які відрізняються дизайном обкладинки (незначно) і форматом відео — на одному NTSC, на іншому PAL.

## Список композицій
Жирним виділені композиції (чи версії), що не входили до альбомів.

### Диск 1
1. «Frontier (Demo)» — 1981
2. «Labour of Love (Radio)» — 1983
3. «Ocean (Radio)» — 1983
4. «Orion (Radio)» — 1983
5. «Threshold (Radio)» — 1983
6. «Carnival of Light» — 1984
7. «In Power We Entrust the Love Advocated» — 1984
8. «De Profundis (Out of the Depths of Sorrow)» — 1985
9. «Avatar» — 1985
10. «Enigma of the Absolute» — 1985
11. «Summoning of the Muse» — 1987
12. «Anywhere out of the World» — 1987
13. «Windfall» — 1987
14. «Cantara» — 1987
15. «In the Kingdom of the Blind the One-eyed Are Kings» — 1988
16. «Bird» — 1991
17. «The Protagonist» — 1984

### Диск 2
1. «Severance» — 1988
2. «The Host of Seraphim» — 1988
3. «Song of Sophia» — 1988
4. «The Arrival and the Reunion» — 1990
5. «Black Sun» — 1990
6. «The Promised Womb» — 1990
7. «Saltarello» — 1990
8. «The Song of the Sibyl» — 1990
9. «Spirit» — 1991
10. «Yulunga (Spirit Dance)» — 1993
11. «The Ubiquitous Mr. Lovegrove» — 1993
12. «Sloth (Radio)» — 1993
13. «Bylar» — 1996
14. «The Carnival Is Over» — 1993
15. «The Spider's Stratagem» — 1993
16. «The Wind That Shakes the Barley (Radio)» — 1993
17. «How Fortunate the Man with None» — 1993

### Диск 3
1. «I Can See Now» — 1994
2. «American Dreaming» — 1994
3. «Tristan» — 1994
4. «Sanvean» — 1994
5. «Rakim» — 1994
6. «Gloridean» — 1994
7. «Don't Fade Away» — 1994
8. «Nierika» — 1996
9. «Song of the Nile» — 1996
10. «Sambatiki» — 1996
11. «Indus» — 1996
12. «The Snake and the Moon (Edit)» — 1996
13. «The Lotus Eaters» — 1998

### Диск 4
- Toward the Within DVD

Toward The Within
1. Opening Credits,
2. Rakim
3. Song Of The Sibyl
4. I Can See Now
5. American Dreaming
6. Cantara
7. The Wind That Shakes The Barley
8. I Am Stretched On Your Grave
9. Desert Song
10. Oman
11. Gloridean
12. Tristan
13. Sanvean
14. Don't Fade Away

Промоційні відео:
1. The Carnival Is Over
2. The Host Of The Seraphim
3. Yulunga (Spirit Dance)
4. Frontier
5. The Protagonist